# Javier Mejía
Javier Francisco Mejía Osorio (Cali, 24 de febrero de 1981) es un actor colombiano de televisión, teatro y cine. Es hijo del escenógrafo Cristóbal Mejía y de la fallecida diseñadora de vestuario Johanna Ortiz.  

## Biografía
Inició su carrera en el cine a los 8 años con el cortometraje El último fin de báter, y al año siguiente participó en su primera telenovela, De pies a cabeza. 
En 1999 trabajó en la telenovela Juliana, qué mala eres, donde hizo el papel de hijo de Marlon Moreno (Huicho Domínguez) y Laura León. Alternó el cine y la televisión durante el resto de la década y en 2003 saltó al estrellato con el papel de Manolo en la película Kalibre 35, que se convirtió en un éxito internacional. 
Dicha cinta catapultó su carrera y desde entonces ha filmado en Cali, los EE. UU. y España con actores como Gloria Echeverry, Róbinson Díaz, Margarita Ortega, Fernando Solórzano, Manolo Cardona y Sara Corrales. 
En 2008 estrena en México su primer largometraje local desde Nicotina (2005), en el cual comparte protagonismo con la actriz brasileña Alice Braga. Se trata de Sólo Dios sabe, que relata la historia de amor de un periodista y una estudiante. Mejía, que perdió a su madre cuando era pequeño, le ha dedicado a ella esta producción. Javier recorrió muchas partes del país con la obra teatral Las obras completas de William Shakespeare (Abreviadas) junto a los actores Jesús Ochoa y Rodrigo Murray, siendo un éxito en taquilla y recuperando rápidamente su inversión. En cada función se hacían 104 cambios de vestuario. Festen fue otra obra de gran éxito que protagonizó junto a Diana Bracho y José María Yazpik, la cual estuvo basada en un polémico y trágico filme de 2000. 
En 2009 se estrenó su ópera prima, un documental sobre Julio César Chávez. El 15 de abril de 2010 contrae nupcias por lo civil con Andrea Gómez, actriz y sobrina de la también actriz Natalia Ramírez, con la que en septiembre de 2012 tuvo su primer hijo.